# Die Wergelder
Die Wergelder (japanisch ベアゲルター) ist eine japanische Manga-Serie von Hiroaki Samura. Sie erscheint seit dem 7. Juli 2011.

## Inhalt
Die Noise Group hat die Insel Ishikunagi in eine Rotlichtviertel verwandelt. Ein Kampf zwischen Frauen beginnt, als sie in die geheimen Geschäfte des riesigen Pharmakonzerns Hirumina verwickelt werden.

## Veröffentlichung
Die Mangaserie wurde erstmals 2011 im japanischen Magazin Nemesis des Verlags Kodansha veröffentlicht. Nach der Einstellung von Nemesis im Jahr 2018 wurde die Serie im Magazin Gekkan Shōnen Sirius fortgesetzt. Die Kapitel erschienen auch gesammelt in bisher sechs Bänden. Von diesen verkaufte sich der zweite über 18.000 Mal, der dritte über 24.000 Mal und der vier über 22.000 Mal in der ersten Woche nach Veröffentlichung. Die Bände erreichten damit eine Platzierung in den Manga-Verkaufscharts.
Eine englische Fassung erscheint ebenfalls bei Kodansha und die französische Version wird von Pika Édition herausgebracht.